# Gora Vytjanutaja (2)
Gora Vytjanutaja är ett berg i Antarktis. Det ligger i Östantarktis. Australien gör anspråk på området. Toppen på Gora Vytjanutaja är 692 meter över havet.
Terrängen runt Gora Vytjanutaja är huvudsakligen kuperad, men norrut är den platt.  Trakten är obefolkad. Det finns inga samhällen i närheten.